# Piet Romeijn
Pieter Dirk Romeijn (Schiedam, 10 september 1939) is een Nederlands voormalig profvoetballer, die speelde als rechtervleugelverdediger.
Romeijn, oorspronkelijk havenarbeider, speelde in zijn jeugd voor SVV en werd in juli 1962 aangekocht door Feijenoord. Daar speelde hij 201 competitiewedstrijden en scoorde hierin drie keer. Dit tijdens de beste periode van de club, waarin deze vele prijzen won. Zo won hij onder anderen de Europacup I en de wereldbeker voor clubteams.
Hij speelde vier interlands voor Oranje, waarin hij een keer scoorde.
In november 1971 ging hij terug naar SVV om daar zijn laatste seizoen te spelen. In juli 1972 beëindigde Romeijn zijn voetballoopbaan.

## Carrièrestatistieken
| Seizoen         | Club            | Land            | Competitie       | Competitie | Competitie | Beker | Beker | Internationaal | Internationaal | Overig | Overig | Totaal | Totaal |
| Seizoen         | Club            | Land            | Competitie       | Wed.       | Dlp.       | Wed.  | Dlp.  | Wed.           | Dlp.           | Wed.   | Dlp.   | Wed.   | Dlp.   |
| --------------- | --------------- | --------------- | ---------------- | ---------- | ---------- | ----- | ----- | -------------- | -------------- | ------ | ------ | ------ | ------ |
| 1955/56         | SVV             | Nederland       | Hoofdklasse B    | –          | 0          | –     | –     | –              | –              | 0      | 0      | –      | 0      |
| 1956/57         | SVV             | Nederland       | Eerste divisie A | –          | –          | –     | 0     | –              | –              | 0      | 0      | –      | –      |
| 1957/58         | SVV             | Nederland       | Eerste divisie A | –          | –          | –     | 0     | –              | –              | 0      | 0      | –      | –      |
| 1958/59         | SVV             | Nederland       | Eerste divisie A | –          | –          | –     | 0     | –              | –              | 0      | 0      | –      | –      |
| 1959/60         | SVV             | Nederland       | Eerste divisie A | –          | –          | –     | –     | –              | –              | 0      | 0      | –      | –      |
| 1960/61         | SVV             | Nederland       | Eerste divisie B | –          | –          | –     | 0     | –              | –              | 0      | 0      | –      | –      |
| 1961/62         | SVV             | Nederland       | Eerste divisie A | –          | –          | –     | 0     | –              | –              | 0      | 0      | –      | –      |
| 1962/63         | Feijenoord      | Nederland       | Eredivisie       | –          | –          | –     | 0     | –              | –              | 0      | 0      | –      | –      |
| 1963/64         | Feijenoord      | Nederland       | Eredivisie       | –          | –          | –     | 0     | –              | –              | 0      | 0      | –      | –      |
| 1964/65         | Feijenoord      | Nederland       | Eredivisie       | –          | –          | –     | 0     | –              | –              | 0      | 0      | –      | –      |
| 1965/66         | Feijenoord      | Nederland       | Eredivisie       | –          | –          | –     | 0     | 2              | 0              | 0      | 0      | –      | –      |
| 1966/67         | Feijenoord      | Nederland       | Eredivisie       | –          | –          | –     | 0     | –              | –              | 0      | 0      | –      | –      |
| 1967/68         | Feijenoord      | Nederland       | Eredivisie       | –          | –          | –     | 0     | –              | –              | 0      | 0      | –      | –      |
| 1968/69         | Feijenoord      | Nederland       | Eredivisie       | –          | –          | –     | 0     | 1              | 0              | 0      | 0      | –      | –      |
| 1969/70         | Feijenoord      | Nederland       | Eredivisie       | –          | –          | –     | 0     | 5              | 1              | 0      | 0      | –      | –      |
| 1970/71         | Feijenoord      | Nederland       | Eredivisie       | –          | –          | –     | 0     | 2              | 0              | 0      | 0      | –      | –      |
| 1971/72         | Feijenoord      | Nederland       | Eredivisie       | –          | –          | –     | 0     | 1              | 0              | 0      | 0      | –      | –      |
| 1971/72         | SVV             | Nederland       | Eerste divisie   | –          | –          | –     | 0     | –              | –              | 0      | 0      | –      | –      |
| Carrière totaal | Carrière totaal | Carrière totaal | Carrière totaal  | –          | –          | –     | 0     | 11             | 1              | –      | –      | –      | –      |

## Erelijst
Feijenoord
| Nationaal                  |    |                           |
| Eredivisie                 | 3x | 1964/65, 1968/69, 1970/71 |
| KNVB beker                 | 2x | 1964/65, 1968/69          |
| Continentaal               |    |                           |
| Europacup I                | 1x | 1969/70                   |
| Intertoto Cup              | 2x | 1967, 1968                |
| Mondiaal                   |    |                           |
| Wereldbeker voor clubteams | 1x | 1970                      |

## Trivia
Piet Romeijn werd in de Eredivisie op 7 december 1969 geschorst omdat hij scheidsrechter Arie van Gemert had uitgemaakt voor een hondenlul. Hij was de eerste die dit woord gebruikte. Later zei hij in eerste instantie dat hij onbenul tegen de scheids had gezegd, maar gaf uiteindelijk toe dat hij hondenlul had gezegd.